# Abu Jubaiyah

Localização do distrito

Abu Jubaiyah é um dos oito distritos do estado do Cordofão do Sul, no Sudão.